# Ring II
| KEHÄ RING | II |

| 102 |

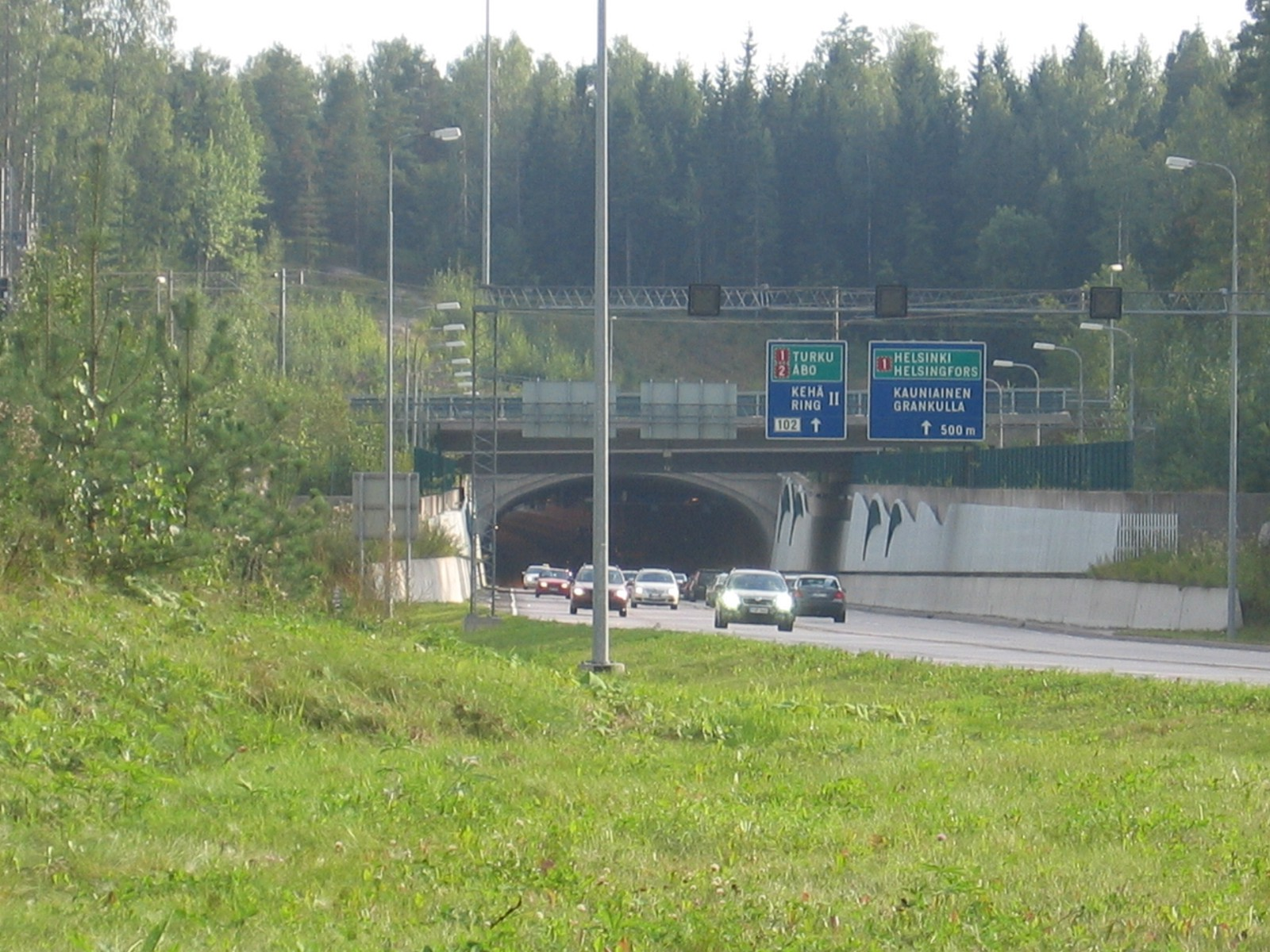
Jättebergets tunnel var Finlands längsta vägtunnel åren 2000-2007

Ring II eller regionalväg 102 är en omfartsväg väster om Helsingfors i Esbo stad. 55 000 bilar per dygn. 
Ring II har planerats sedan slutet av 1960-talet, men den första sträckan av ringvägen öppnade först år 2000. Den existerande sträckan på ca 6 km går från Västerleden (Stamväg 51) i Mattby till Åbovägen (Regionalväg 110) i Gröndal. Fram till Åboleden (Riksväg 1) är Ring II:an en fyrfilig stadsmotorväg, medan den sista norra sträckan är en tvåfilig landsväg som går genom en tunnel på 500 meter som var Finlands längsta landsvägstunnel åren 2000-2007. 

## Projekt
En förlängning av Ring II:an som stadsmotorväg på hela sin sträcka har varit aktuell sedan öppningen och man utreder nu två alternativ: en sträckning till Tavastehusleden (Riksväg 3) eller en kortare version till Vichtisvägen (Regionalväg 120). Ett tredje alternativ till Ring III:an har förkastats i en miljökonsekvensbedömning. Kostnaden är beräknad till 280 miljoner euro. 

## Anslutningar
Avfarter från söder:
|                   | Nr | Trafikplats         | Korsande väg                     | Skyltning                            |
| ----------------- | -- | ------------------- | -------------------------------- | ------------------------------------ |
| 102 Ring II (2+2) |    |                     |                                  |                                      |
|                   |    | Mattknuten          | 51 Västerleden                   | Helsingfors, Hangö                   |
|                   |    | Gräsaknuten         | Havsvindsvägen                   | Hagalund, Ängskulla                  |
|                   |    | Kockbyknuten        | Mankansdalsvägen                 | Olars, Olarsbäcken, Mankans          |
|                   |    |                     | Storåker (ej byggd)              |                                      |
|                   |    | Smedsbyknuten       | 1 Åboleden                       | Helsingfors, Åbo, Björneborg         |
| 102 Ring II (1+1) |    |                     |                                  |                                      |
|                   |    | Jättebron           | Grankullavägen (endast västerut) | Grankulla                            |
|                   |    | Jättebergets tunnel | längd ca 500 m                   | färdigställd år 2000                 |
|                   |    |                     | Karaåkersvägen                   | Karamalmen                           |
|                   |    |                     | 110 Åbovägen                     | Alberga, Bemböle, Karabacka, Gröndal |

### Kommande anslutningar
Anslutningar efter förlängningen av Ring II
|                   | Nr | Trafikplats                            | Korsande väg          | Skyltning            |
| ----------------- | -- | -------------------------------------- | --------------------- | -------------------- |
| 102 Ring II (2+2) |    |                                        |                       |                      |
|                   |    | Jättebergets tunnel                    | längd ca 500 m        | färdigställd år 2000 |
|                   |    | Karamalmsknuten                        |                       |                      |
|                   |    | Karaknuten                             | 110 Åbovägen          |                      |
|                   |    | tunnel                                 |                       |                      |
|                   |    | Trastmossaknuten                       |                       |                      |
|                   |    | tunnel                                 |                       |                      |
|                   |    | Trestadsknuten                         | 120 Vichtisvägen      |                      |
|                   |    | tunnel                                 |                       |                      |
| 102 Ring II (3+3) |    |                                        |                       |                      |
|                   |    | Smyckevägens planskilda anslutning     |                       |                      |
|                   |    | Tavastehusledens planskilda anslutning | E 123 Tavastehusleden |                      |